# SimCity 4
SimCity 4 – gra komputerowa wydana w 2003 przez firmy Electronic Arts i Maxis. Jest kontynuacją gry SimCity 3000 z serii SimCity, a jej następcą jest SimCity: Społeczności.

## Rozgrywka
Główną zmianą w stosunku do poprzedniej części jest widok regionu, którego przedtem nie było. Gracz może z niego wybrać odpowiadającą mu parcelę i na niej zbudować miasto. Tym samym, w przeciwieństwie do SC3000, miasta sąsiedzkie trzeba również wybudować samemu. Zmienił się również system modyfikowania terenu pod miasto – w poprzedniej część gracz mógł sobie wylosować teren, zmieniając tylko preferowaną liczbę drzew, zbiorników wodnych i nierówności. Tutaj w ręce przyszłego burmistrza trafia specjalny Tryb Boski, w którym można do woli i za darmo kształtować teren przed założeniem miasta. Do dyspozycji oddano rozmieszczanie zwierząt, drzew oraz wywoływanie katastrof.
Po założeniu miasta w Trybie Burmistrza, działanie Trybu Boskiego zostaje mocno ograniczone, np. nie można już sadzić masowo drzew ani ustawiać zwierząt.
Samo budowanie miasta nie uległo znaczącym zmianom, jednakże przy wyznaczaniu stref handlowych i mieszkalnych ustawiany zostaje ich kierunek. W przypadku przemysłowych wyznaczenie pozostało bez zmian.

## Dodatki

### SimCity 4: Godziny szczytu
Dodatek wprowadza wiele dodatkowych narzędzi związanych ze śledzeniem ruchu ulicznego wprowadzając dodatkowe środki transportu dla mieszkańców miasta.

## Wydania

### SimCity 4: Deluxe Edition
We wrześniu 2003 została wydana Edycja Deluxe zawierająca podstawową wersję gry oraz dodatek.

## Odbiór gry
Gra została bardzo dobrze przyjęta przez recenzentów, IGN ocenił grę na 9,2/10; GameSpot 8/10 natomiast Eurogamer wystawił notę 9/10. Oceny z agregatorów GameRankings oraz Metacritic wynoszą odpowiednio 85,23% oraz 84/100. Zdaniem recenzentów z IGN czy GameSpy gra przyciąga swoją grafiką oraz różnorodnością, która powoduje że rozgrywka nie nudzi się tak szybko, niemniej wymagania sprzętowe jak na owe czasy mogły odstraszać wielu graczy.